# Великосеверинівська сільська рада
| Великосеверинівська сільська рада — колишній орган місцевого самоврядування у Кропивницькому районі Кіровоградської області з адміністративним центром у с. Велика Северинка. Сільській раді були підпорядковані населені пункти: - с. Велика Северинка - с. Кандаурове - с. Лозуватка - с. Підгайці |

## Склад ради
Рада складалася з 14 депутатів та голови.

### Керівний склад ради
| ПІБ                           | Основні відомості                                                                       | Дата обрання | Дата звільнення |
| ----------------------------- | --------------------------------------------------------------------------------------- | ------------ | --------------- |
| Січкар Петро Олександрович    | Сільський голова, 1955 року народження, освіта, безпартійний                            | 26.03.2006   | 31.10.2010      |
| Мороз Анатолій Петрович       | Сільський голова, 1962 року народження, освіта середня спеціальна, член Партії регіонів | 31.10.2010   |                 |
| Левченко Сергій Володимирович | Сільський голова, 1974 року народження, освіт базова вища, безпартійний                 | 25.10.2015   |                 |

Примітка: таблиця складена за даними джерела

## Населення
Згідно з переписом УРСР 1989 року чисельність наявного населення сільської ради становила 2020 осіб, з яких 910 чоловіків та 1110 жінок.
За переписом населення України 2001 року в сільській раді мешкала 2401 особа.

### Мова
Розподіл населення за рідною мовою за даними перепису 2001 року:
| Мова       | Відсоток |
| ---------- | -------- |
| українська | 94,04 %  |
| російська  | 5,12 %   |
| молдовська | 0,25 %   |
| білоруська | 0,21 %   |
| гагаузька  | 0,04 %   |
| єврейська  | 0,04 %   |
| німецька   | 0,04 %   |
| інші       | 0,26 %   |